# Song of Seven
Song of Seven – drugi solowy album Jona Andersona wydany w 1980 r.

## Spis utworów
1. For You for Me (4:24)
2. Some Are Born (4:06)
3. Don't Forget (Nostalgia) (3:02)
4. Heart of the Matter (4:21)
5. Hear It (1:51)
6. Everybody Loves You (4:03)
7. Take Your Time (3:11)
8. Days (3:29)
9. Song of Seven (11:15)